# Louis Botha
Louis Botha (Greytown (Natal), 27 september 1862 – Pretoria, 27 augustus 1919) was de opperbevelhebber van het Transvaalse leger tijdens de Tweede Boerenoorlog en de eerste minister-president van de Unie van Zuid-Afrika.

## Biografie
Botha werd geboren op de boerderij Hartebeesvlakte nabij Greytown, in een Voortrekkersgezin met dertien kinderen. Hij kreeg les op een Duitse zendelingenschool en verhuisde later met zijn ouders naar de Oranje Vrijstaat.

### Huurling en raadslid
Botha werd aanvankelijk schapenboer in Zoeloeland, dat sinds de Zoeloe-oorlog versplinterd was in dertien verschillende regio's. Op 21-jarige leeftijd maakte hij deel uit van "Dinuzulu's Volunteers", een groep vrijwilligers en huurlingen die de Zoeloekoning Dinuzulu in 1884 hielpen met een neerslaan van een opstand. Uit het land dat de huurlingen als beloning kregen ontstond de Nieuwe Republiek, waar Botha zich vestigde op zijn boerderij Waterval. Daar trouwde hij met Annie Emmett, een koloniste van Ierse afkomst. In 1888 later werd de republiek geannexeerd door de Zuid-Afrikaansche Republiek (Transvaal).
In 1895 werd Botha gestationeerd in het Transvaalse protectoraat Swaziland en in 1897 werd hij lid van de Volksraad, waarin hij het district Vryheid vertegenwoordigde. Hij schaarde zich bij de progressieve factie van de Volksraad en was een politiek bondgenoot van de Transvaalse opperbevelhebber Piet Joubert, die Botha tot zijn opvolger benoemde.

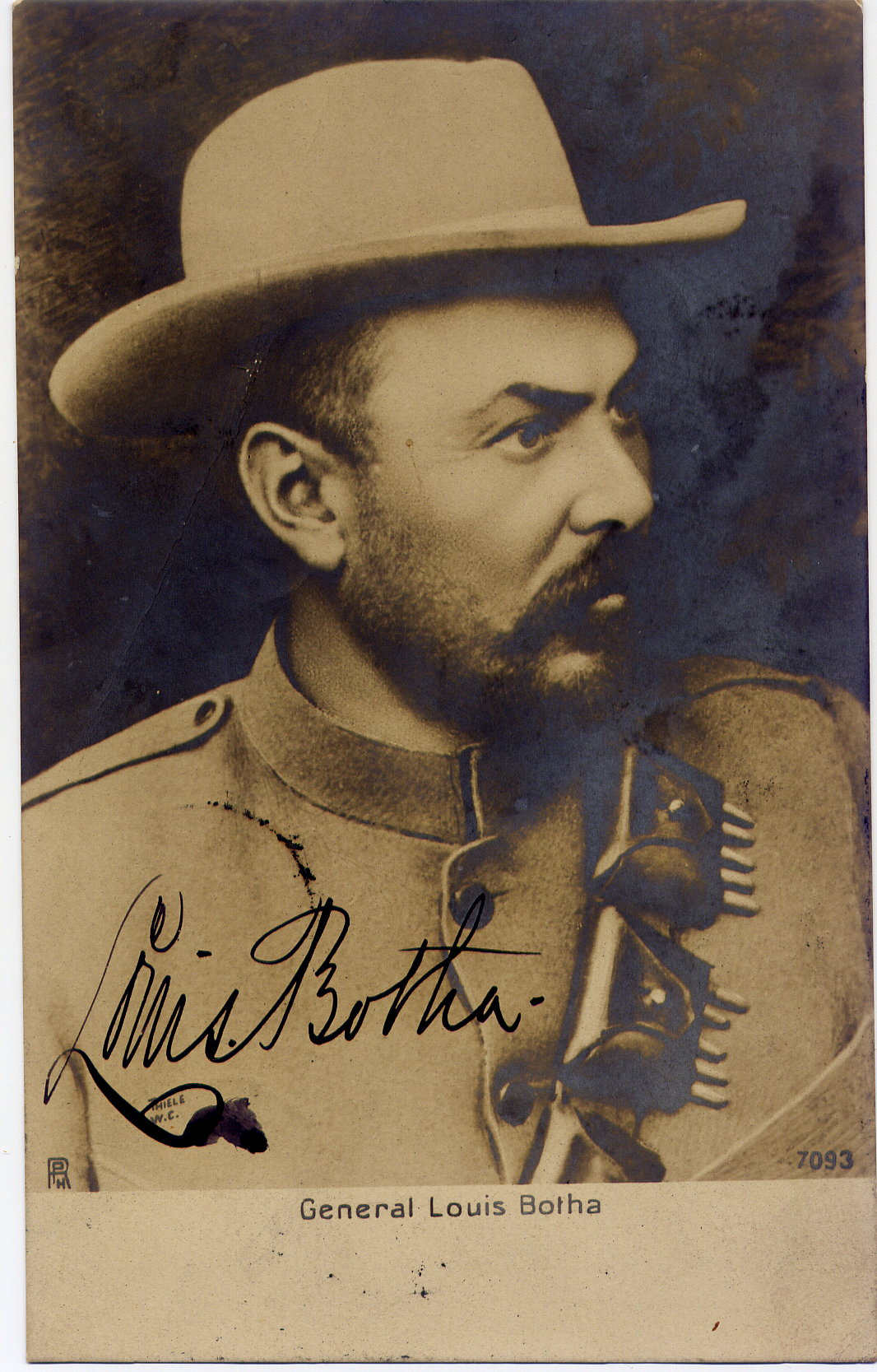
Botha tijdens de Tweede Boerenoorlog

### Tweede Boerenoorlog
In 1899 brak de Tweede Boerenoorlog uit tussen de Zuid-Afrikaansche Republiek en het Britse Rijk. Botha diende in eerste instantie als assistent van generaal Lucas Meyer in noordelijk Natal. Al snel bleek hij een generaal met gevierde talenten en behaalde hij indrukwekkende overwinningen bij de Slag bij Colenso en de Slag bij Spionkop. Een andere noemenswaardige prestatie was het gevangennemen van de toenmalige oorlogsjournalist Winston Churchill.
Na de dood van Piet Joubert op 28 maart 1900 werd Botha de nieuwe opperbevelhebber van de Zuid-Afrikaansche Republiek, waarbij hij zijn capaciteiten wederom betoonde bij Belfast-Dalmanutha. Na de val van Pretoria leidde hij samen met Koos de la Rey en Christiaan de Wet een guerrillaoorlog tegen de Britten. Het succes van zijn tactieken werd duidelijk door het taaie verzet dat de Boeren bleven aanhouden gedurende de drie jaar durende oorlog.
Hij was de belangrijkste Afrikaner vertegenwoordiger tijdens de vredesonderhandelingen van 1902 en ondertekende het Verdrag van Vereeniging. Nadat Transvaal zelfbestuur was beloofd in 1907 kreeg generaal Botha van Lord Selborne de opdracht om een regering te vormen. Datzelfde jaar deed hij mee aan de conferentie van koloniale ministers-presidenten in Londen. Tijdens dit bezoek verklaarde hij de volledige loyaliteit van Transvaal aan de regering van het Britse Rijk. Hierbij beloofde hij ook om de welvaart van zijn land te bevorderen zonder te discrimineren naar ras (toentertijd werden Afrikaners en Britten als verschillende rassen aangeduid).

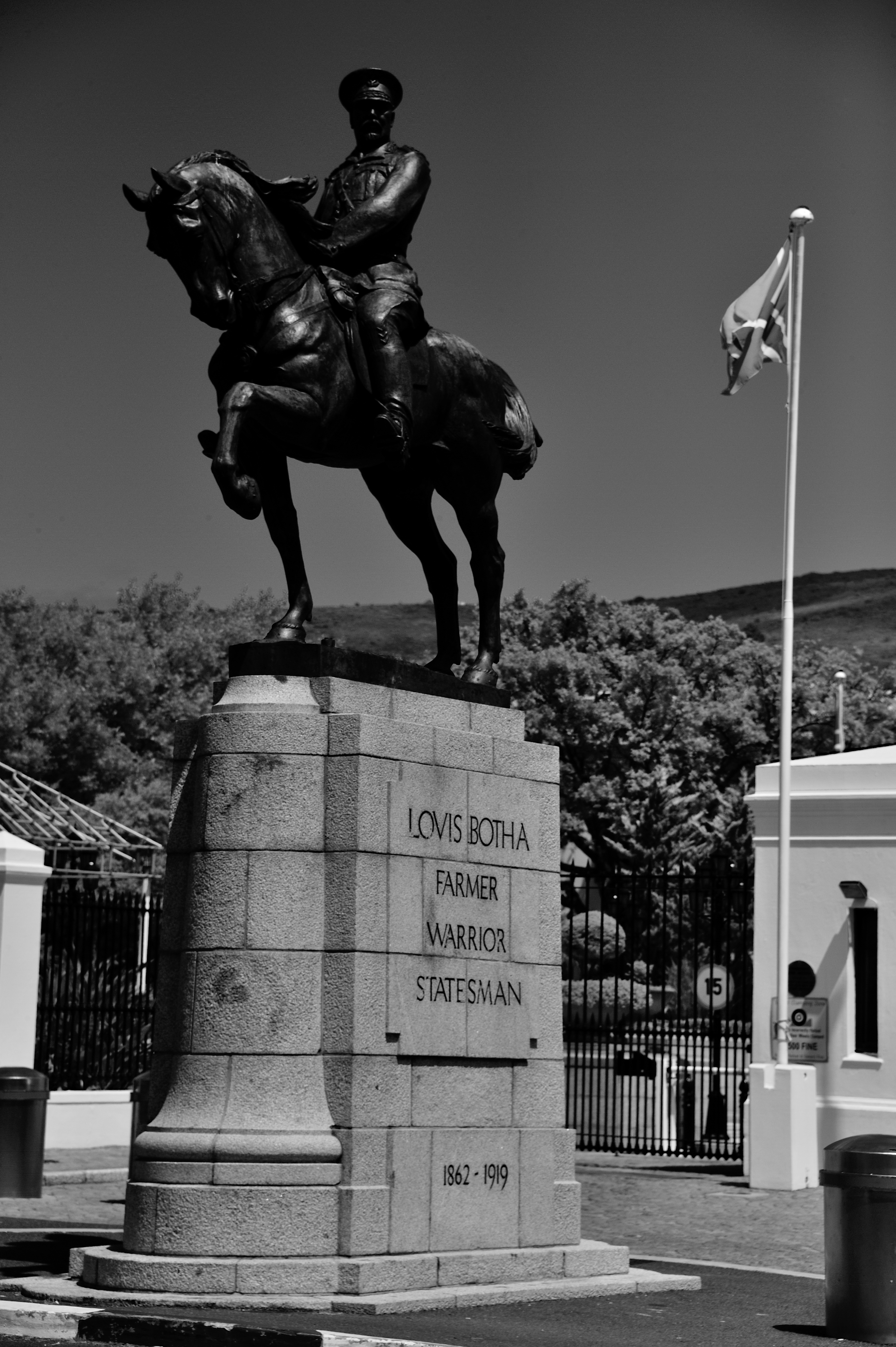
Standbeeld van Botha te Kaapstad

### Politieke carrière
In de herstelperiode na de Boerenoorlog ging Botha samen met Christiaan de Wet en Koos de la Rey naar Europa om daar fondsen te werven om het land van de Boeren weer op te bouwen. In 1904 stichtte hij de politieke partij Het Volk. Botha, die nog steeds als leider van het Boerenvolk werd gezien, nam een vooraanstaande positie aan in de politiek. Hierbij besteedde hij veel zorg aan het behouden van de vrede en het brengen van welvaart naar zijn Transvaal. Zijn oorlogsverleden maakte hem een extra populaire kandidaat voor minister-president van Transvaal en hij werd aangesteld op 4 maart 1907.
Toen de Unie van Zuid-Afrika in 1910 als dominion lid werd van het Britse Gemenebest versloeg Botha zijn tegenstander Leander Starr Jameson tijdens de Zuid-Afrikaanse parlementsverkiezingen van 1910 en werd hij verkozen tot de eerste minister-president van Zuid-Afrika. Het jaar daarop richtte hij samen met Jan Smuts, een andere oorlogsheld van de Boeren, de Suid-Afrikaanse Party op. Omdat hij bij brede lagen van de bevolking werd gezien als iemand die te vergevingsgezind naar de Britten was, werd hij vaak geconfronteerd met opstanden vanuit zijn eigen partij en van de oppositie onder leiding van Hertzog, de Nasionale Party.

### Premier
Als premier bleef Botha zich inzetten voor verzoening tussen de Afrikaners en de Britten. Dit ging ten koste van zijn gekleurde onderdanen, die van Botha geen stemrecht verleend kregen. De Land Act van 1913 was een eerste stap in de richting van de Zuid-Afrikaanse apartheidspolitiek.
Als premier steunde Botha het Verenigd Koninkrijk tijdens de Eerste Wereldoorlog door Duits-Zuidwest-Afrika aan te vallen in 1914. Zijn voormalige militaire collega's kwamen in opstand tegen de collaboratie met de Britten tijdens de Maritz-rebellie. Botha bleef het Verenigd Koninkrijk trouw en wist de opstand neer te slaan. Duits-Zuidwest-Afrika werd in 1915 veroverd. 
In 1919 tekende Botha nog het Verdrag van Versailles namens de Unie van Zuid-Afrika, maar de gezondheid van de zwaarlijvige premier ging snel achteruit. Datzelfde jaar overleed hij aan hartfalen en werd hij begraven in de Heldenakker van Pretoria; Smuts volgde hem op als premier.